# João Mário (futbolista nacido en 2000)
João Mário Neto Lopes (São João da Madeira, Portugal, 3 de enero de 2000), más conocido como João Mário, es un futbolista portugués que juega de defensa en la Juventus F. C. de la Serie A.

## Trayectoria
Comenzó su carrera deportiva en el F. C. Oporto "B", con el que debutó el 7 de octubre de 2018, en un partido frente al F. C. Arouca.
El 10 de junio de 2020 fue convocado por primera vez con el primer equipo, en un partido de la Primeira Liga, frente al C. S. Marítimo, debutando finalmente el 15 de julio frente al Sporting de Lisboa.
En la temporada 2020-21 debutó en la Liga de Campeones de la UEFA, en la victoria de su equipo por 0-2 frente al Olympique de Marsella el 25 de noviembre de 2020.
El 24 de julio de 2025, tras haber disputado 181 partidos y ganado diez títulos con el F. C. Porto, fue traspasado a la Juventus F. C. a cambio de doce millones de euros y un 10% de la plusvalía de una futura venta.

## Selección nacional
Fue internacional con las categorías inferiores de Portugal desde la sub-18 a la sub-21. Con la selección absoluta debutó el 16 de noviembre de 2023 en un partido de clasificación para la Eurocopa 2024 ante Liechtenstein que ganaron por cero a dos.

## Estadísticas

### Clubes
Actualizado al último partido jugado el 24 de junio de 2025.
| Club                     | Div.          | Temporada     | Liga  | Liga  | Copas nacionales | Copas nacionales | Copas internacionales | Copas internacionales | Total | Total |
| Club                     | Div.          | Temporada     | Part. | Goles | Part.            | Goles            | Part.                 | Goles                 | Part. | Goles |
| ------------------------ | ------------- | ------------- | ----- | ----- | ---------------- | ---------------- | --------------------- | --------------------- | ----- | ----- |
| F. C. Porto "B" Portugal | 2.ª           | 2018-19       | 18    | 4     | ―                | ―                | ―                     | ―                     | 18    | 4     |
| F. C. Porto "B" Portugal | 2.ª           | 2019-20       | 18    | 0     | ―                | ―                | ―                     | ―                     | 18    | 0     |
| F. C. Porto Portugal     | 1.ª           | 2019-20       | 2     | 0     | 0                | 0                | 0                     | 0                     | 2     | 0     |
| F. C. Porto "B" Portugal | 2.ª           | 2020-21       | 4     | 1     | ―                | ―                | ―                     | ―                     | 4     | 1     |
| F. C. Porto "B" Portugal | Total club    | Total club    | 40    | 5     | 0                | 0                | 0                     | 0                     | 40    | 5     |
| F. C. Porto Portugal     | 1.ª           | 2020-21       | 14    | 2     | 5                | 0                | 2                     | 0                     | 21    | 2     |
| F. C. Porto Portugal     | 1.ª           | 2021-22       | 28    | 0     | 3                | 0                | 8                     | 0                     | 39    | 0     |
| F. C. Porto Portugal     | 1.ª           | 2022-23       | 18    | 1     | 10               | 0                | 5                     | 0                     | 33    | 1     |
| F. C. Porto Portugal     | 1.ª           | 2023-24       | 27    | 2     | 9                | 0                | 8                     | 0                     | 44    | 2     |
| F. C. Porto Portugal     | 1.ª           | 2024-25       | 27    | 0     | 4                | 0                | 11                    | 0                     | 42    | 0     |
| F. C. Porto Portugal     | Total club    | Total club    | 116   | 5     | 31               | 0                | 34                    | 0                     | 181   | 5     |
| Juventus F. C. · Italia  | 1.ª           | 2025-26       | 0     | 0     | 0                | 0                | 0                     | 0                     | 0     | 0     |
| Juventus F. C. · Italia  | Total club    | Total club    | 0     | 0     | 0                | 0                | 0                     | 0                     | 0     | 0     |
| Total carrera            | Total carrera | Total carrera | 156   | 10    | 31               | 0                | 34                    | 0                     | 221   | 10    |

## Palmarés

### Títulos nacionales
| Título                      | Club         | País     | Año  |
| --------------------------- | ------------ | -------- | ---- |
| Primeira Liga               | F. C. Oporto | Portugal | 2020 |
| Copa de Portugal            | F. C. Oporto | Portugal | 2020 |
| Supercopa de Portugal       | F. C. Oporto | Portugal | 2020 |
| Primeira Liga               | F. C. Oporto | Portugal | 2022 |
| Copa de Portugal            | F. C. Oporto | Portugal | 2022 |
| Supercopa de Portugal       | F. C. Oporto | Portugal | 2022 |
| Copa de la Liga de Portugal | F. C. Oporto | Portugal | 2023 |
| Copa de Portugal            | F. C. Oporto | Portugal | 2023 |
| Copa de Portugal            | F. C. Oporto | Portugal | 2024 |
| Supercopa de Portugal       | F. C. Oporto | Portugal | 2024 |